# Brigantiaea phaeomma
Brigantiaea phaeomma är en lavart som först beskrevs av William Nylander och fick sitt nu gällande namn av Joseph Hafellner. 
Brigantiaea phaeomma ingår i släktet Brigantiaea och familjen Brigantiaeaceae.   Inga underarter finns listade i Catalogue of Life.